# Општина Земеш (Бакау)
Земеш (рум. Zemeş) општина је у Румунији у округу Бакау.
Oпштина се налази на надморској висини од 621 m.